# Dear Schilling
Dear Schilling (ur. 17 stycznia 1992 roku w Bangkoku) – duński kierowca wyścigowy pochodzenia tajlandzkiego.

## Kariera
Schilling rozpoczął karierę w wyścigach samochodowych w 2010 roku od startów w Północnoeuropejskiego Pucharu Formuły Renault 2.0 w klasie FR2000, gdzie dziewięciokrotnie stawał na podium, a trzykrotnie na jego najwyższym stopniu. Dorobek 371 punktów w klasyfikacji końcowej klasy pozwolił mu zdobyć tytuł mistrza serii. W 2011 roku był 44 w głównej serii. W sezonie 2011 wystartował także z duńską ekipą KEO Racing w Europejskiego Pucharu Formuły Renault 2.0 podczas rundy na torze Ciudad del Motor de Aragón. Wyścigi ukończył odpowiednio na 14. i 23. miejscu.

## Statystyki
| Sezon | Seria                                                  | Zespół     | Wyścigi | Zwycięstwa | PP | NO | Podium | Punkty | Pozycja |
| ----- | ------------------------------------------------------ | ---------- | ------- | ---------- | -- | -- | ------ | ------ | ------- |
| 2010  | Północnoeuropejski Puchar Formuły Renault 2.0 - FR2000 | KEO Racing | 19      | 5          | 3  | 4  | 9      | 371    | 1       |
| 2011  | Północnoeuropejski Puchar Formuły Renault 2.0          | KEO Racing | 3       | 0          | 0  | 0  | 0      | 14     | 44      |
| 2011  | Europejski Puchar Formuły Renault 2.0                  | KEO Racing | 2       | 0          | 0  | 0  | 0      | 0      | 33      |